# Fairview Park (Indiana)
Fairview Park és una població dels Estats Units a l'estat d'Indiana. Segons el cens del 2000 tenia 1.496 habitants.

## Demografia
Segons el cens del 2000, Fairview Park tenia 1.496 habitants, 634 habitatges, i 436 famílies. La densitat de població era de 634,7 habitants/km².
Dels 634 habitatges en un 29,8% hi vivien nens de menys de 18 anys, en un 56,9% hi vivien parelles casades, en un 9,3% dones solteres, i en un 31,1% no eren unitats familiars. En el 26,7% dels habitatges hi vivien persones soles el 9,5% de les quals corresponia a persones de 65 anys o més que vivien soles. El nombre mitjà de persones vivint en cada habitatge era de 2,36 i el nombre mitjà de persones que vivien en cada família era de 2,86.
Per edats la població es repartia de la següent manera: un 22,4% tenia menys de 18 anys, un 8,6% entre 18 i 24, un 27,4% entre 25 i 44, un 28,1% de 45 a 60 i un 13,5% 65 anys o més.
L'edat mediana era de 40 anys. Per cada 100 dones de 18 o més anys hi havia 94,1 homes.
La renda mediana per habitatge era de 36.078$ i la renda mediana per família de 43.542$. Els homes tenien una renda mediana de 39.000$ mentre que les dones 21.667$. La renda per capita de la població era de 21.459$. Entorn del 8,2% de les famílies i el 10,1% de la població estaven per davall del llindar de pobresa.

## Poblacions més properes
El següent diagrama mostra les poblacions més properes.